# Kotešová
Kotešová es un municipio del distrito de Bytča en la región de Žilina, Eslovaquia, con una población estimada a final del año 2024 de 2330 habitantes.
Se encuentra ubicado al oeste de la región, cerca del curso alto del río Váh (cuenca hidrográfica del Danubio) y de la frontera con la región de Trenčín.

## Demografía
| Año        | 1994 | 2004    | 2014    | 2024     |
| ---------- | ---- | ------- | ------- | -------- |
| Población  | 1769 | 1895    | 1974    | 2330     |
| Diferencia |      | +7,12 % | +4,16 % | +18,03 % |

| Año        | 2023 | 2024    |
| ---------- | ---- | ------- |
| Población  | 2298 | 2330    |
| Diferencia |      | +1,39 % |